# A Future Lived in Past Tense
| Recensione | Giudizio |
| ---------- | -------- |
| AllMusic   | [ 1 ]    |
| NME        | [ 2 ]    |
| Pitchfork  | [ 3 ]    |

A Future Lived in Past Tense è il secondo  album  del gruppo indie rock statunitense dei Juno, pubblicato nel 2001 dalla DeSoto Records.

## Tracce
Musiche di Juno.
1. A Thousand Motors Pressed Upon the Heart – 4:44
2. Covered With Hair – 5:43
3. When I Was in ______ – 5:27
4. Help Is On the Way – 5:29
5. The Trail of Your Blood In the Snow – 5:27
6. The French Letter – 10:12
7. Up Through the Night – 3:15
8. Things Gone and Things Still Here (We'll Need the Machine Guns By Next March) – 8:12
9. We Slept In Rented Rooms (The Old School Bush) – 9:17
10. You Are the Beautiful Conductor of This Orchestra – 4:10
11. Killing It In a Quiet Way – 6:51
12. (Silence) – 0:50
13. I'm Sorry You're Having Trouble... Goodbye – 0:09

Durata totale: 69:46